# Feucherolles
Ne doit pas être confondu avec Fougerolles.
Pour les articles homonymes, voir Feucherolles (homonymie).
Feucherolles est une commune française située dans le département des Yvelines en région Île-de-France.
Ses habitants sont appelés les Feucherollais.

## Géographie

### Situation
La commune de Feucherolles se trouve dans le nord-est des Yvelines, à 12 kilomètres au sud-ouest de Saint-Germain-en-Laye, chef-lieu d'arrondissement et à 17 kilomètres au nord-ouest de Versailles, la préfecture du département, et à 10 kilomètres de Poissy. Elle appartient à la région naturelle de la plaine de Versailles.
|            | Orgeval Poissy | Aigremont Chambourcy  |
| Crespières | Feucherolles   |                       |
| Davron     | Chavenay       | Saint-Nom-la-Bretèche |

Le territoire communal, relativement vaste, 1 285 hectares, s'étend sur environ 5 km du nord au sud et 5 km d'est en ouest. Il comprend trois parties, au nord un plateau à environ 175 mètres d'altitude qui appartient à une ligne de hauteurs orientée est-ouest entre la forêt de Marly et celle des Alluets, au sud, une zone de plaine en pente douce vers le sud, s'étageant entre 140 et 130 mètres d'altitude, qui appartient au versant nord de la vallée du ru de Gally, entre les deux une zone de transition assez pentue, dans laquelle se trouve le site historique du village.
Le territoire communal est principalement rural, à 80 %. L'espace rural, qui couvre environ 100 hectares, se partage sensiblement à égalité entre terres cultivées (grande culture céréalières, vergers) et forêts. Notamment la partie nord-est de la commune se trouve dans l'extrémité ouest de la grande forêt de Marly. Des bois se trouvent aussi à l'ouest du village. À ces espaces s'ajoutent 126 hectares d'espaces verts, dont le golf de Feucherolles, à l'est du village.
L'espace urbanisé représente 130 hectares (données 1999), constitué essentiellement d'habitat individuel.
L'habitat est groupé dans le village, qui s'est étalé au nord et au sud de son noyau historique le long de l'ancien tracé de la RD 130. Au nord, les lotissements récents rejoignent le hameau ancien de Sainte-Gemme et l'orée de la forêt de Marly, au sud, ils sont limités par la route RD 307.

### Hydrographie
Sur le plan hydrographique, la source du ru de Buzot, affluent de la Seine, se situe au nord et s'écoule vers le nord-est en direction de Chambourcy en suivant la lisière de la forêt de Marly. Vers le sud, la limite communale arrive à une centaine de mètres du ru de Gally, dans lequel débouche le fonds des Noisseaux, vallon sans cours d'eau permanent.

### Voies de communication et transports

#### Réseau routier
La commune est traversée dans sa partie sud par la route départementale 307, orientée est-ouest, qui mène vers Versailles et les autoroutes A13 et A12 à l'est et vers la vallée de la Mauldre à l'ouest. Elle est également traversée par la route départementale 30, orientée nord-sud, qui conduit vers Poissy et les autoroutes A13 et A14 au nord et vers Plaisir au sud. Cette route a été déviée et contourne le village par l'ouest, avec un croisement dénivelé avec la RD 307. L'autoroute de Normandie traverse la pointe est du territoire communal, dans la forêt.

#### Desserte ferroviaire
Les gares les plus proches sont :
- à 4,8 km, la gare de Saint-Nom-la-Bretèche qui dessert notamment les gares de La Défense et Saint-Lazare
- à 5 km, la gare de Plaisir - Grignon, desservant notamment la gare de Versailles-Chantiers et la gare de Paris-Montparnasse.

#### Bus
La commune est desservie par les lignes 5211, 5212, 5270, 5271, 5299, 5322, 5341 et 5371 du réseau de bus Centre et Sud Yvelines et par la ligne 7804 du réseau de bus Île-de-France Ouest.
Depuis le 2 janvier 2018, le service de transport à la demande TAD Gally-Mauldre est mis en place pour ses habitants, permettant la réservation de bus en direction des gares de l’intercommunalité.

#### À pied
Le territoire de Feucherolles est traversé par le GR1 (chemin de grande randonnée), entre Orgeval au nord et Davron au sud-ouest.

### Climat
Pour des articles plus généraux, voir Climat de l'Île-de-France et Climat des Yvelines.
En 2010, le climat de la commune est de type climat océanique dégradé des plaines du Centre et du Nord, selon une étude du CNRS s'appuyant sur une série de données couvrant la période 1971-2000. En 2020, Météo-France publie une typologie des climats de la France métropolitaine dans laquelle la commune est dans une zone de transition entre le climat océanique et le climat océanique altéré et est dans la région climatique Sud-ouest du bassin Parisien, caractérisée par une faible pluviométrie, notamment au printemps (120 à 150 mm) et un hiver froid (3,5 °C).
Pour la période 1971-2000, la température annuelle moyenne est de 10,8 °C, avec une amplitude thermique annuelle de 14,9 °C. Le cumul annuel moyen de précipitations est de 697 mm, avec 11 jours de précipitations en janvier et 8 jours en juillet. Pour la période 1991-2020, la température moyenne annuelle observée sur la station météorologique la plus proche, située sur la commune de Maule à 10 km à vol d'oiseau, est de 11,8 °C et le cumul annuel moyen de précipitations est de 677,0 mm,. Pour l'avenir, les paramètres climatiques de la commune estimés pour 2050 selon différents scénarios d'émission de gaz à effet de serre sont consultables sur un site dédié publié par Météo-France en novembre 2022.

## Urbanisme

### Typologie
Au 1er janvier 2024, Feucherolles est catégorisée ceinture urbaine, selon la nouvelle grille communale de densité à sept niveaux définie par l'Insee en 2022.
Elle appartient à l'unité urbaine de Feucherolles, une unité urbaine monocommunale constituant une ville isolée,. Par ailleurs la commune fait partie de l'aire d'attraction de Paris, dont elle est une commune de la couronne,. Cette aire regroupe 1 929 communes,.

## Toponymie
Le nom de la localité est attesté sous les formes Felcherolis villa en 949, Foucherolles vers 1272, au XIIIe siècle.
Il s'agit du type toponymique gallo-roman FILICAROLA, composé du gallo-roman FILICARIA « fougère » (mot formé sur le latin classique filix, filicis « fougère » cf. italien felche, espagnol helecho, et le suffixe -aria), suivi du suffixe diminutif -OLA,.
Remarque : la forme la plus commune est Fougerolles, dont le [u] est peut-être caractéristique d'une variante de l'ouest à l'origine.

## Histoire
Il existe plusieurs traces d'occupations très anciennes : pointes de flèches et monnaie. Puis l'influence gallo-romaine (vastes "villae") et le christianisme (martyre de sainte Gemme) ont laissé leurs marques.
Au Moyen Âge, l'invasion anglaise a provoqué la construction de places fortes ou le renforcement de demeures existantes : château de Sainte-Gemme et château de Retz, aujourd'hui disparus.
Vient ensuite la monarchie absolue, l'impact du château de Versailles et de son Grand Parc. Après la Révolution, en 1818, la commune de Lanluets-Sainte-Gemme est fusionnée avec Feucherolles.

## Politique et administration

### Jumelages
Feucherolles est jumelée à la ville allemande de Rösrath.

## Population et société

### Démographie

#### Évolution démographique
L'évolution du nombre d'habitants est connue à travers les recensements de la population effectués dans la commune depuis 1793. Pour les communes de moins de 10 000 habitants, une enquête de recensement portant sur toute la population est réalisée tous les cinq ans, les populations de référence des années intermédiaires étant quant à elles estimées par interpolation ou extrapolation. Pour la commune, le premier recensement exhaustif entrant dans le cadre du nouveau dispositif a été réalisé en 2006.

En 2022, la commune comptait 3 038 habitants, en évolution de +6,15 % par rapport à 2016 (Yvelines : +2,72 %, France hors Mayotte : +2,11 %).
| 1793 | 1800 | 1806 | 1821 | 1831 | 1836 | 1841 | 1846 | 1851 |
| ---- | ---- | ---- | ---- | ---- | ---- | ---- | ---- | ---- |
| 219  | 278  | 254  | 507  | 607  | 617  | 651  | 624  | 657  |

| 1856 | 1861 | 1866 | 1872 | 1876 | 1881 | 1886 | 1891 | 1896 |
| ---- | ---- | ---- | ---- | ---- | ---- | ---- | ---- | ---- |
| 564  | 609  | 625  | 635  | 682  | 711  | 692  | 754  | 771  |

| 1901 | 1906 | 1911 | 1921 | 1926 | 1931 | 1936 | 1946 | 1954 |
| ---- | ---- | ---- | ---- | ---- | ---- | ---- | ---- | ---- |
| 675  | 752  | 721  | 714  | 747  | 790  | 749  | 768  | 844  |

| 1962  | 1968  | 1975  | 1982  | 1990  | 1999  | 2006  | 2011  | 2016  |
| ----- | ----- | ----- | ----- | ----- | ----- | ----- | ----- | ----- |
| 1 288 | 1 047 | 2 052 | 2 178 | 2 699 | 2 806 | 2 996 | 2 847 | 2 862 |

| 2021  | 2022  | - | - | - | - | - | - | - |
| ----- | ----- | - | - | - | - | - | - | - |
| 3 020 | 3 038 | - | - | - | - | - | - | - |

#### Pyramide des âges
En 2018, le taux de personnes d'un âge inférieur à 30 ans s'élève à 34,2 %, soit en dessous de la moyenne départementale (38 %). À l'inverse, le taux de personnes d'âge supérieur à 60 ans est de 25,6 % la même année, alors qu'il est de 21,7 % au niveau départemental.
En 2018, la commune comptait 1 466 hommes pour 1 485 femmes, soit un taux de 50,32 % de femmes, légèrement inférieur au taux départemental (51,32 %).
Les pyramides des âges de la commune et du département s'établissent comme suit.
| Hommes | Classe d’âge | Femmes |
| ------ | ------------ | ------ |
| 0,3    | 90 ou +      | 0,9    |
| 8,2    | 75-89 ans    | 7,5    |
| 16,4   | 60-74 ans    | 17,9   |
| 26,1   | 45-59 ans    | 26,4   |
| 13,6   | 30-44 ans    | 14,4   |
| 16,5   | 15-29 ans    | 15,0   |
| 19,0   | 0-14 ans     | 17,9   |

| Hommes | Classe d’âge | Femmes |
| ------ | ------------ | ------ |
| 0,6    | 90 ou +      | 1,4    |
| 6      | 75-89 ans    | 7,8    |
| 13,5   | 60-74 ans    | 14,8   |
| 20,7   | 45-59 ans    | 20,1   |
| 19,6   | 30-44 ans    | 19,9   |
| 18,5   | 15-29 ans    | 16,8   |
| 21,2   | 0-14 ans     | 19,2   |

## Économie
Proche des grands centres d'affaires de la Défense accessible très rapidement par l'autoroute A14 à Orgeval, de la ville nouvelle de Saint-Quentin-en-Yvelines par la route départementale 30 et de Paris, Feucherolles est d'abord une ville résidentielle. On y trouve également quelques artisans indépendants et quelques entreprises du secteur tertiaire, dont Mood Media, spécialisée dans la diffusion de programmes musicaux par satellite, pour diverses chaînes de magasins, en cours de délocalisation en 2012.
Plus traditionnellement, Feucherolles dispose de terres agricoles importantes, cultivées par des maraîchers et des pépiniéristes.
Enfin, Feucherolles possède un golf 18 trous et 3 centres équestres.
Feucherolles abrite également le siège de la ligue départementale de tennis des Yvelines, affiliée à la FFT.
Par ailleurs, la commune de Feucherolles accueille sur son territoire une installation militaire comportant des antennes de communication et des bureaux. Cette base du ministère de la Défense serait utilisée par la DGSE (Direction générale de la sécurité extérieure, les services secrets français)[réf. nécessaire]. À quelques kilomètres de Feucherolles, sur la même route, une autre base de l'armée y figure et dépend de la commune des Alluets-le-Roi. Cette seconde base, plus importante et plus vaste, serait également exploitée par la DGSE. Les missions de ces installations militaires seraient d'intercepter les communications téléphoniques, internet, pour lutter notamment contre le terrorisme ou bien encore pour sécuriser des communications officielles[réf. nécessaire].

## Culture locale et patrimoine

### Patrimoine architectural

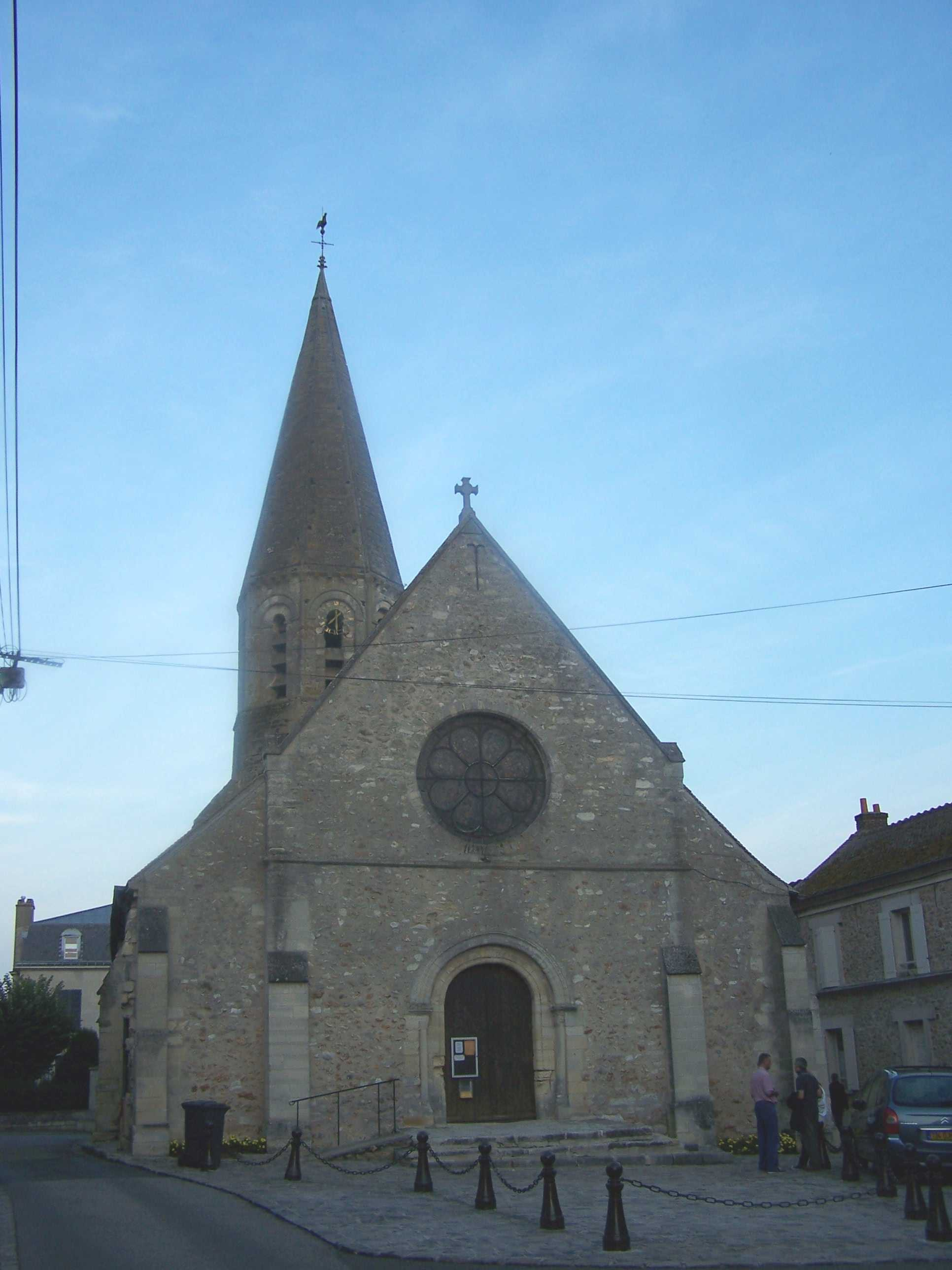
L'église Sainte-Geneviève.

- Église Sainte-Geneviève : L'église Sainte-Geneviève date des XIe et XIIe siècles. Surmontée d'un élégant clocher à huit pans en pierre, elle est de style mêlé roman et gothique. La nef et les collatéraux sont surmontés de chapiteaux « à feuilles d'eau ». L'église de Feucherolles est classée monument historique depuis 1886. Elle est actuellement en travaux d'intérieurs (mars 2012) après avoir eu le ravalement des façades rénové.
- Le presbytère : Lorsque le 7 messidor an X (25 juin 1802), le préfet enjoint aux maires d'interdire l'exercice de leurs fonctions de ministre catholique aux prêtres qui sont mariés, le maire doit chasser le curé : il a pris femme. Quant au père Boyer, envoyé par l'évêque en remplacement, il refuse de se fixer à Feucherolles car « il n'y a pas de presbytère et de logement convenable à lui proposer ». Le 16 octobre 1810, Louis Million fait donation à la commune d'un terrain de 1 are 96 centiares pour y construire le presbytère.
- Le clos Saint-Antoine : Proche de l'église, cette maison ancienne a appartenu à l'ordre des Génovéfains aux environs du XVIe siècle. Elle abrite un cloître qui provient de l'ancien marché aux blés de Beauvais. Après avoir servi d'hostellerie réputée, le clos Saint-Antoine est aujourd'hui une propriété privée.
- Château royal de Sainte-Gemme, aujourd'hui disparu.
- La briqueterie de Feucherolles : Ancienne briqueterie construite en 1828, transformée en imprimerie / papeterie pour l’École universelle puis en pépinière d'entreprises en 2016.

### Personnalités liées à la commune
- Antoine de Pluvinel (1552-1620), instructeur équestre de Louis XIII, seigneur de Feucherolles et du Plessis Saint-Antoine.
- Joe Dassin, chanteur, compositeur et écrivain, a habité avec sa famille la commune de 1975 à 1980[28]. Depuis 2011, un buste à l'effigie de l'artiste est édifié à l'entrée du centre culturel qui porte son nom depuis son ouverture, l'Espace Joe-Dassin. Cette sculpture en bronze, pesant 30 kg et mesurant 50 cm, a été réalisée par Jean-Pierre Sauvegrain.
- Sheila et Ringo ont habité la commune[29].
- Yannick Noah, joueur de tennis et chanteur habitait la commune en 2003..
- Laurent Fournier, ancien footballeur du PSG et ancien entraîneur au PSG.
- Antoine Kombouaré, ancien footballeur du PSG, entraîneur.
- Alain Roche, ancien footballeur au PSG a habité la commune de 1992 à 1998.
- Vanessa Paradis et Johnny Depp, respectivement chanteuse et acteur de cinéma.
- Isabelle Camus, adaptatrice et productrice d'Un gars, une fille.
- Clément Chantôme, footballeur du PSG.
- Stéphane Sessègnon, ancien joueur du PSG.
- Habib Beye, ancien international de football et entraîneur[30].

### Héraldique
| Blason de Feucherolles | Les armes de Feucherolles se blasonnent ainsi : D'azur à la bande de gueules rebattue d'or et chargée d'une étoile de même, accompagnée en chef d'une fleur de lys et en pointe de deux éperons enlacés, le tout d'or. Ce blason est une composition faite avec les armes des Briçonnet d'une part, qui furent seigneurs de Feucherolles aux XVIe et XVIIe siècles, et des La Salle d'autre part, qui furent pendant plusieurs générations gouverneurs des châteaux de Saint-Germain, et de Sainte-Gemme, et enfin de la fleur de lys et la forteresse en couronne rappelant le château royal de Sainte-Gemme. C'est en suivant scrupuleusement les règles strictes de l'héraldique, que Bernard de Masin, Feucherollais aujourd'hui disparu, est parvenu, il y a une trentaine d'années, à faire homologuer ce blason. |

## Galerie

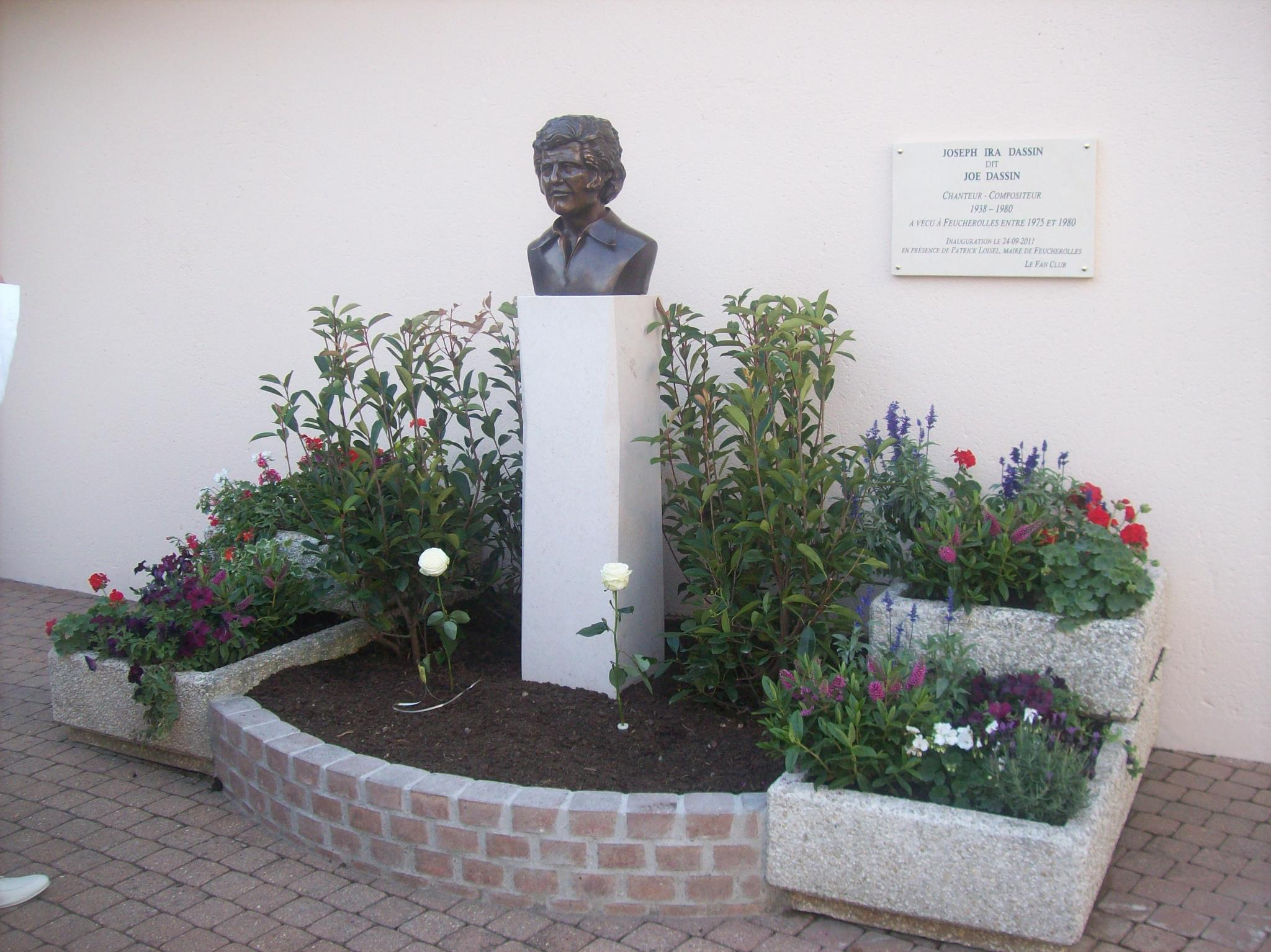
Buste de Joe Dassin devant le centre culturel.
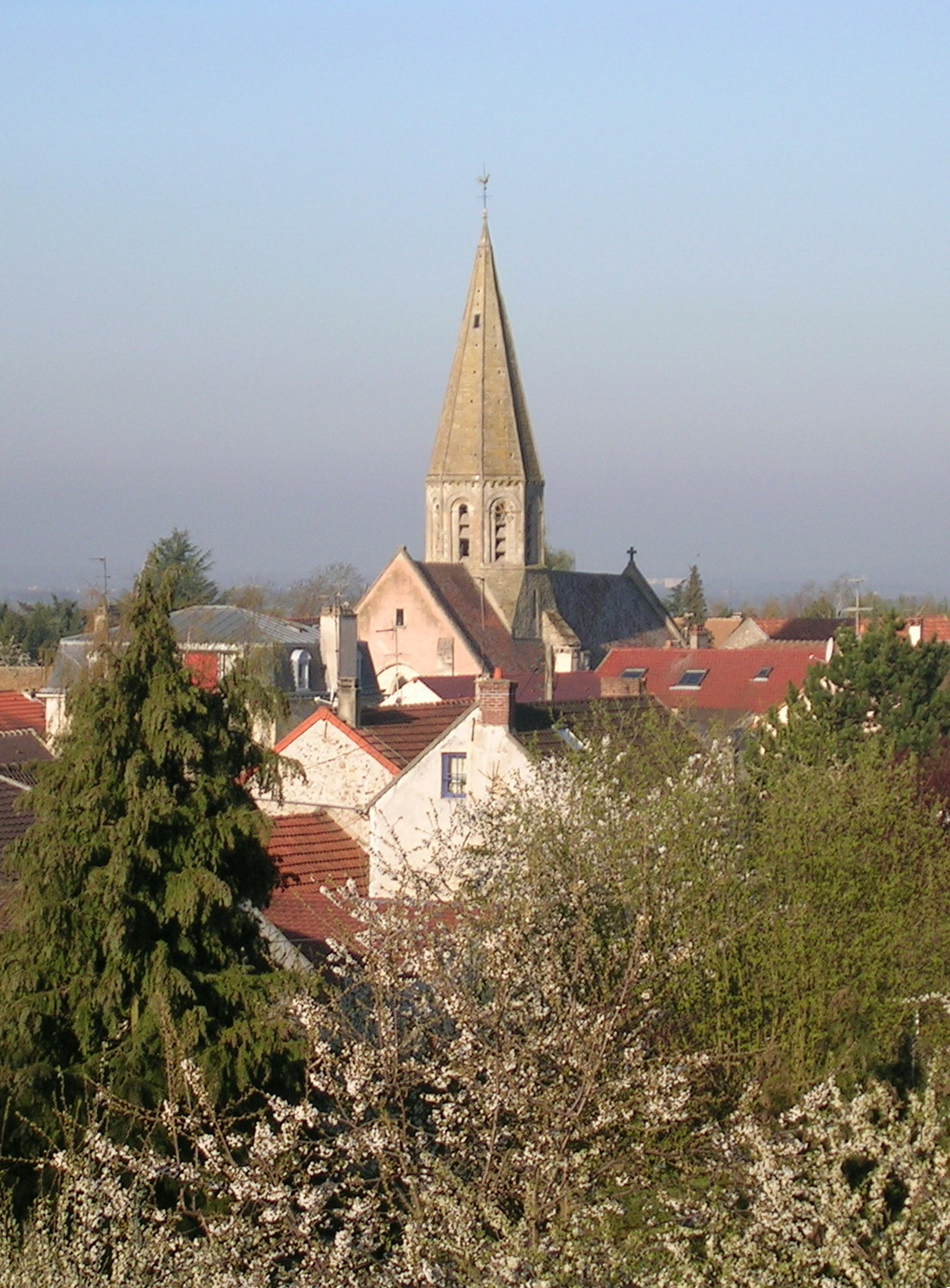
L'église de Feucherolles.
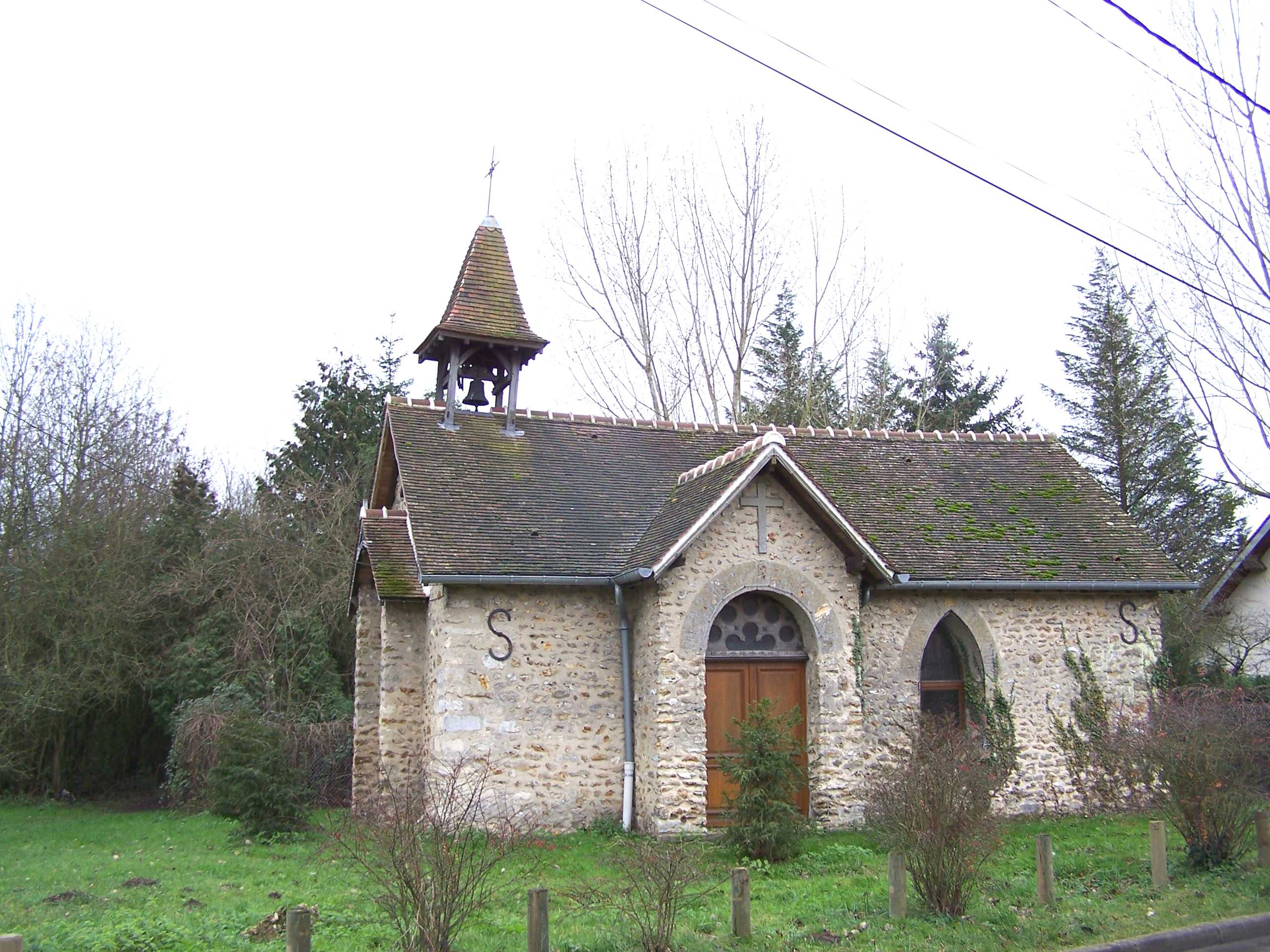
La petite chapelle du hameau de Sainte-Gemme.
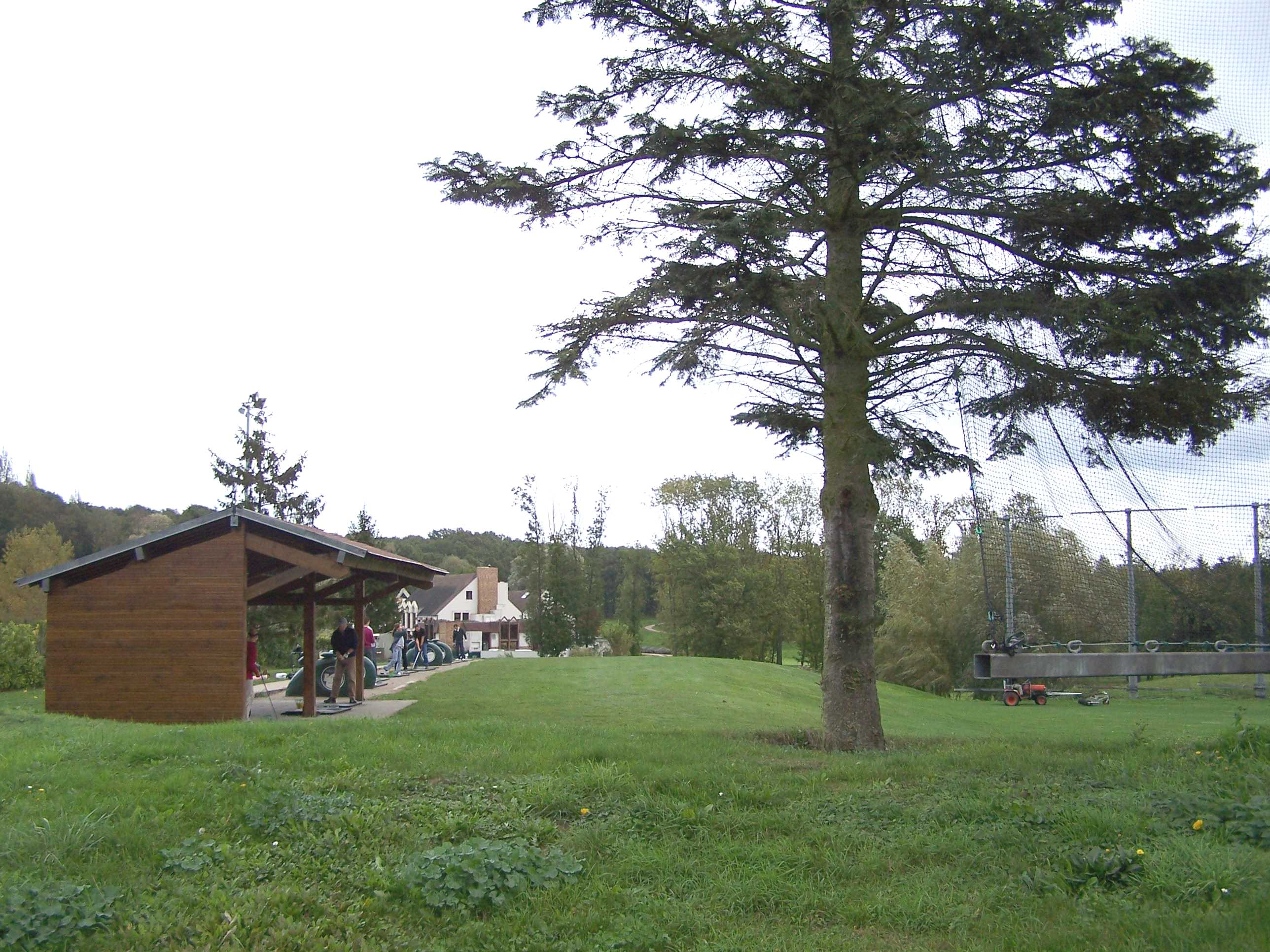
Le practice du golf et à l'arrière-plan, le club-house.
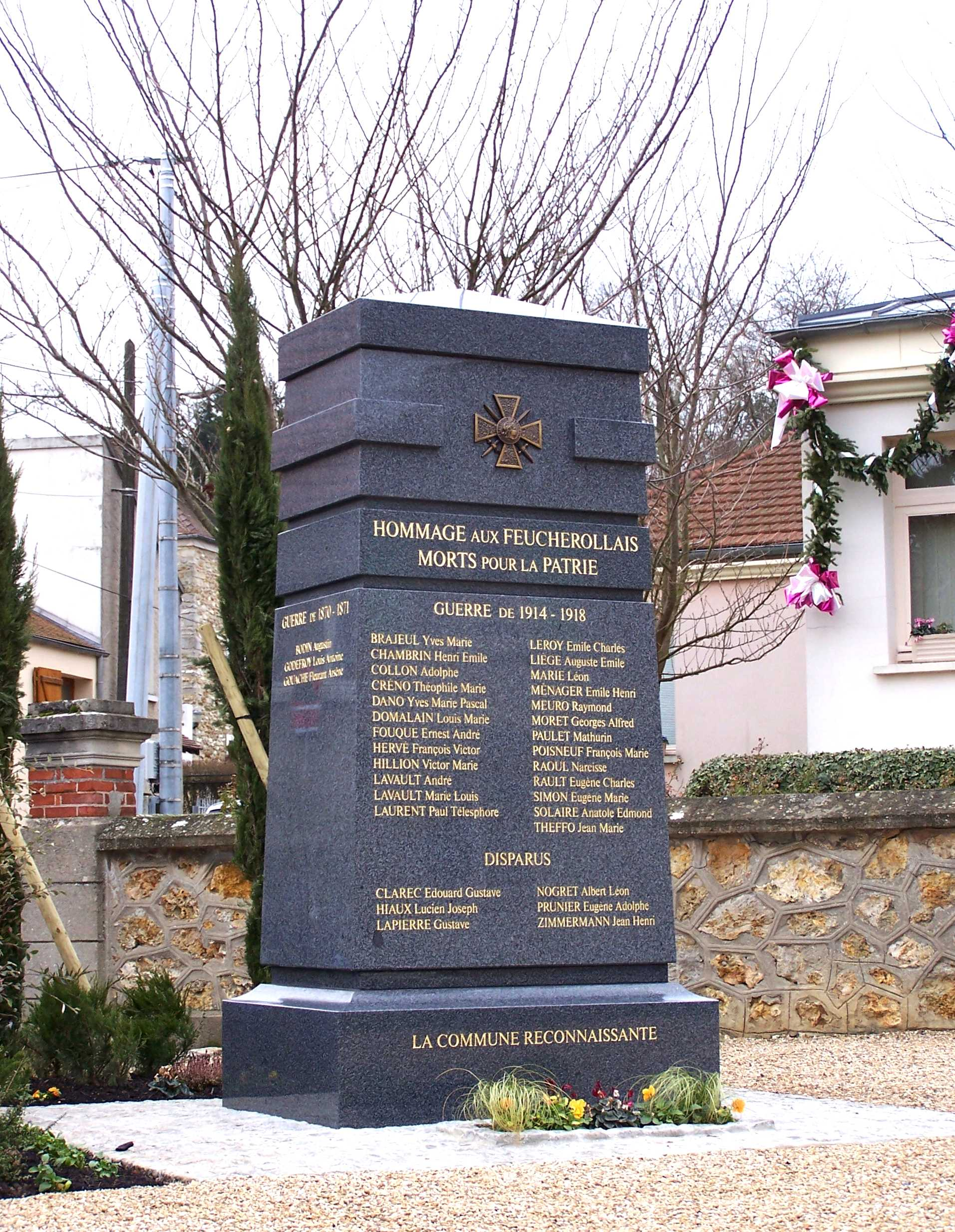
Le monument aux morts devant la mairie.